# 191
191 (CXCI) var ett normalår som började en fredag i den julianska kalendern.

## Händelser

### Okänt datum
- Serapion av Antiochia blir patriark av Antiochia.
- Septimius Severus utes till guvernör i övre Pannonien.

## Avlidna
- Sun Jian, far till Sun Quan, Sun Ce, Sun Shang Xiang, Sun Yi, Sun Kuang, Sun Lang och Sun He, grundare av det kinesiska Wuriket